# Little Sis Nora
Nora Ekberg, besser bekannt unter ihrem Künstlernamen Little Sis Nora (* 30. August 1996 in Borås), ist eine schwedische Sängerin und Rapperin.

## Werdegang
Bekannt ist Ekberg vor allem durch ihre Gastbeiträge auf Liedern ihres Bruders, dem Musikproduzenten AronChupa, auf denen sie oft den Leadgesang vorträgt. Das erfolgreichste Werk beider Künstler ist der Titel I'm an Albatraoz aus dem Jahre 2014, der in mehreren europäischen Ländern, darunter in Deutschland, Österreich und der Schweiz, die Top Ten erreichen konnte und in ihrer Heimat Schweden und in Dänemark die Spitze der Charts erklomm. Zudem besitzt das offizielle Musikvideo des Liedes, in welchem Little Sis Nora auch selbst auftritt, über eine Milliarde Aufrufe auf YouTube. Anders als auf zukünftigen Zusammenarbeiten wurde die Sängerin bei ihrem Debüt jedoch nicht als offizielles Feature angegeben, dies wurde später auf digitalen Plattformen ergänzt. Auch alle nachfolgenden Videoclips des Geschwisterpaares zogen hohe Klickzahlen im sieben- bis neunstelligen Bereich nach sich. Mit Rave in the Grave gelang dem Duo 2018 auf Position 93 ein weiterer Erfolg in den schwedischen Charts, zwei Jahre später mit The Woodchuck Song auf Platz 83. 2020 erschien mit Fun Noras erste Solosingle ohne ihren Bruder.

## Musikalischer Stil
Die von Little Sis Nora interpretierten Lieder waren in den Anfangsjahren zumeist dem Electroswing-Genre zuzuordnen, weshalb ihr Gesangsstil dementsprechend stark am Swing der 1920er- und 1930er Jahre orientiert war und ein mitunter ironisch inszeniertes Retro-Gefühl vermittelt werden sollte. Seit den 2020er Jahren tritt sie, insbesondere in ihren Solo-Songs ohne ihren Bruder vermehrt als Dance-Pop-Sängerin im Stil der 1990er auf. Der Stil dieser Ära ist geprägt von Genres wie Eurodance, Bubblegum-Dance oder Happy Hardcore. Seit dem Jahr 2020 tritt sie zudem vereinzelt auch als Rapperin in Erscheinung, wie auf den Titeln Thai Massage und Fun zu hören ist.

## Diskografie
Singles
- 2014: I’m an Albatraoz (mit AronChupa)
- 2015: I’m an Albatraoz (Qwazi & Wacam Remix) (mit AronChupa)
- 2016: Little Swing (mit AronChupa)
- 2016: Little Swing (Acoustic Live Edit) (mit AronChupa)
- 2016: Grandpa’s Groove (AronChupa Edit) (mit Parov Stelar und AronChupa)
- 2017: Llama in My Living Room (mit AronChupa)
- 2017: Llama in My Living Room (Remixes) (mit AronChupa)
- 2018: Rave in the Grave (mit AronChupa)
- 2019: Hole in the Roof (mit AronChupa)
- 2020: Thai Massage (mit AronChupa)
- 2020: Fun
- 2020: The Woodchuck Song (mit AronChupa)
- 2020: The Woodchuck Song (Remixes) (mit AronChupa)
- 2020: What Was in That Glass (mit AronChupa)
- 2020: What Was in That Glass (Horror Edit) (mit AronChupa)
- 2021: Trombone (mit AronChupa)
- 2021: MDMA (#12 der deutschen Single-Trend-Charts am 7. Januar 2022)[16]
- 2021: MDMA (S3RL Remix Radio Edit) (mit S3RL)
- 2021: Rave in My Garage
- 2021: Rave in My Garage (S3RL Remix Radio Edit) (mit S3RL)
- 2022: Limousine
- 2022: Limousine (Sped Up Version)
- 2022: Booty Call (mit AronChupa)
- 2022: Dance ’Til We Die (Emma’s Song) (mit AronChupa)
- 2022: California Sun (mit AronChupa)
- 2022: Party Trick (Burp Song)
- 2022: Samurai (2023 vom Markt genommen und mit verändertem Text wiederveröffentlicht.)
- 2023: My X
- 2023: MDMA (Rock Edit)
- 2023: I’m an Albatraoz (Sped Up Version) (mit AronChupa)
- 2023: UFO (mit S3RL)
- 2023: Boogie Shoes (mit AronChupa)
- 2023: MDMA (Sped Up Version)
- 2023: Captain Coke (mit AronChupa)
- 2023: Tangaman (mit AronChupa)
- 2023: Elevate (mit S3RL)
- 2024: Hardstyle Fish (mit Little Big)
- 2024: I'm an Albatraoz Again (mit AronChupa)

## Trivia
Ihr Lied Little Swing war in der Episode Nebenwirkungen der Serie Marvel’s Runaways zu hören.